# Асен Иванов
Асен Иванов е български финансист.

## Биография
Роден е на 8 август 1869 г. в град Търново. Завършва право и икономика в Женева. От 7 април 1897 е съветник към Централното управление на земеделските каси. Става директор на земеделските каси от 1 юли 1903 г. От 1904 касите се превръщат в Българска земеделска банка, а Иванов става неин администратор. В периода 1908-1910 е управител на банката. От 1911 до 1926 е директор на Генерална банка. До 1907 е председател на Чиновническото кооперативно дружество. В периода 1926-1931 управлява БНБ. По време на неговото управление се сключват два важни заема – Бежанския заем от 1926 и Стабилизационния заем от 1928 г. Редактор е на сп. „Взаимност“, един от редакторите е на „Списанието на митническото дружество“.